# Beatriz Viterbo Editora
Beatriz Viterbo Editora es un sello editorial especializado en literatura argentina y latinoamericana, en ensayos críticos y estudios culturales y de género.

## Historia
Fue creado en 1991 por Adriana Astutti, Sandra Contreras y Marcela Zanin, en la ciudad de Rosario, Argentina. Hoy continúa bajo la dirección de Carolina Rolle. 

## Catálogo
Las ficciones que componen el catálogo se caracterizan por pertenecer a autores consagrados de las letras latinoamericanas y por proponer un vasto universo en relación a cuidadosas traducciones del portugués, el inglés, el alemán, el francés y el italiano. Asimismo, pueden encontrarse libros de nuevos autores que despertaron el interés del público lector por su participación en medios gráficos.
El diseño de las colecciones y el arte de tapa estuvieron durante más de dos décadas a cargo del artista plástico Daniel García (Rosario, Argentina). La mayor parte de las portadas reproducen sus obras.
A estas obras y portadas se han sumado las realizadas por otres artistas como: León Ferrari, Claudia del Río, Rafael Bueno, Gian Paolo Minelli, Luciana Pinchiero, Ana Camusso, Paula Grazzini, Mariana Pellejero, Patricia Spessot, La Watson, Jimena Venturini, Alicia Nakatsuka, Alfredo Baldo Danziger, Micaela Gauna, Cristian Osuna, Nahuel Fretes, Malena Low, Aruki.

## Colecciones
- Ficciones
- Ficciones / Álbum
- Estéticas
- Traducciones
- Crónicas
- El Escribiente
- Ensayos críticos
- Estudios culturales
- Tesis / Ensayo
- Tesis / Cine
- Manuales
- Clásicos reunidos
- SGQ (Sex, Gender & Queer)
- Bios